# أناي (باد كاليه)
أناي، باد كاليه (بالفرنسية: Annay, Pas-de-Calais)‏ هي بلدية تقع في إقليم باد كاليه من منطقة نور با دو كاليه في شمال فرنسا. تبلغ مساحة هذه المدينة 4.33 (كم²)، وترتفع عن سطح البحر 27 م، يبلغ عدد سكانها 4315 نسمة حسب إحصاء المعهد الوطني للإحصاء والدراسات الاقتصادية سنة 2009 م. وترأس Michèle San Vicente البلدية خلال فترة (2008-2014).